# I Want It All (canção de High School Musical)
"I Want It All" é o segundo single do filme da Disney Channel High School Musical 3: Senior Year, e é a terceira faixa da trilha sonora. A música é interpretada por Ashley Tisdale e Lucas Grabeel como Sharpay Evans e Ryan Evans.

## Informação da música
A versão de edição de Rádio da canção estreou na Radio Disney em 15 de agosto de 2008 como parte de sua característica Planet Premiere. Uma versão estendida da música foi lançada no iTunes em 9 de setembro de 2008, disponível para download digital. A música tocou apenas na Radio Disney, alcançando o número 1 na contagem regressiva semanal do rádio. A música e outras onze músicas da trilha sonora de High School Musical 3 foram pré-nomeadas na categoria "Melhor Canção Original" para o 81st Academy Awards. As indicações finais foram anunciadas em 22 de janeiro de 2009 e nenhuma das músicas da trilha sonora recebeu uma indicação. mas de acordo com a Billboard, a música deveria ter sido indicada. A música foi usada como música de fundo nas audições do Britain's Got Talent (temporada 3).

## Vídeos musicais
Dois previews da cena do filme (creditados como os dois videoclipes oficiais da música) estreou no Disney Channel durante a estréia mundial de The Cheetah Girls: One World, em 22 de agosto de 2008. Ambos apresentam Sharpay e Ryan cantando e dançando sobre a fama e glamour, mas tocando partes diferentes da música. A terceira prévia da cena do filme foi lançada em 17 de outubro de 2008. Ela toca outra parte da música e mostra novas cenas com Sharpay e Ryan sendo superstars e uma participação especial deZac Efron.

## Faixas
1. "I Want It All" (versão de álbum) — 4:37
2. "I Want It All" (edição da Rádio Disney) — 3:40
3. "I Want It All" (edição de vídeo) — 1:31
4. "I Want It All" (solo com Lucas Grabeel) — 0:50